# Nikolaus Thoman

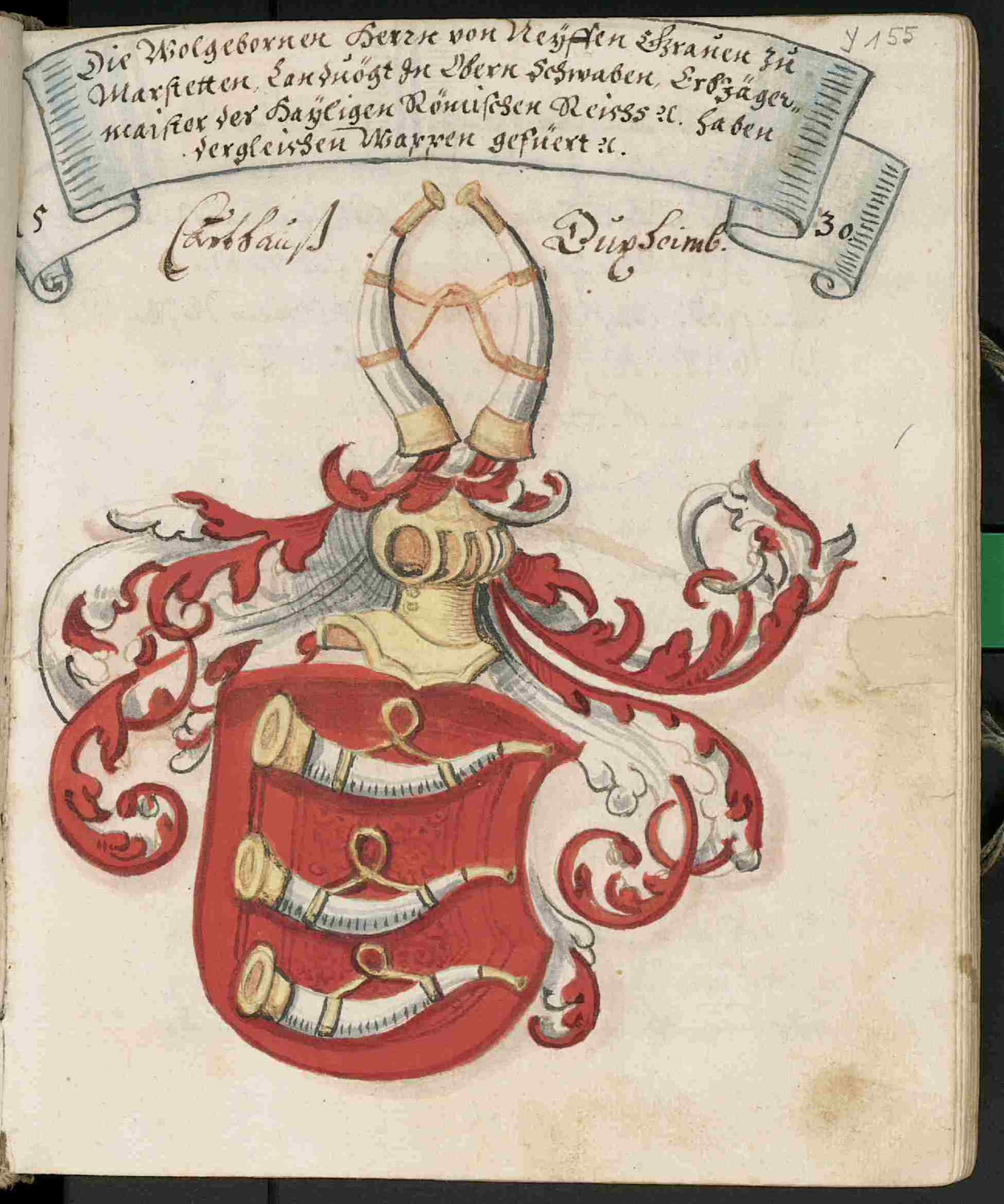
Wappen derer von Neuffen aus der Frauenfelder Handschrift der Chronik

Nikolaus Thoman (* wohl um 1457 in Zipplingen; † vielleicht am 2. Juni 1545) – auch: Nicolaus – war Kaplan und Chronist in Weißenhorn.

## Leben
Der Sohn von Claus und Ursula Thoman studierte 1480 in Ingolstadt. Er ist wohl identisch mit einem Nikolaus Thoman, der im gleichen Jahr die Pfarrei Blindheim vom Papst verliehen erhielt. 1479 wurde er Inhaber der Weißenhorner Leonhard-Pfründe, die er mindestens seit 1488 als Seelsorger tatsächlich betreute.
Thoman arbeitete 62 Jahre, von 1480 bis 1542, an seiner Chronik. Sein Widmungsexemplar (Autograph) im Eigentum der Stadt Weißenhorn trägt in der Vorrede als Datum den 13. März 1536 und wurde am 19. Januar 1536 abgeschlossen. In der Handschrift der Österreichischen Nationalbibliothek Wien Cod. 2943 liegt eine zweite autographe Bearbeitung des Texts vor, die den Text sprachlich umgestaltet. Daneben gibt es weitere jüngere Abschriften.
Thoman stand in seiner Chronik strikt auf der Seite des alten Glaubens und der Obrigkeit. Letzteres zeigt sich nicht zuletzt an seiner Haltung zum Bauernkrieg.

## Bedeutung
Seine Chronik ist eine lebendige Quelle nicht nur für die Stadtgeschichte von Weißenhorn, sondern auch für die Geschichte Oberschwabens.
Die Chronik überliefert das Erzähllied vom edlen Moringer (es wird auch in etlichen anderen Textzeugen überliefert, siehe Verfasserlexikon 2. Aufl. Bd. 6, Sp. 688). Es wurde 1794 in Gräters Zeitschrift Bragur nach einer Handschrift der Chronik Thomans abgedruckt.
An den Chronisten erinnert in Weißenhorn die Nikolaus-Thoman-Straße.